# Les Exilés d'Asceltis

Les Exilés d'Asceltis est une série de bande dessinée d'heroic fantasy écrite par le Français Nicolas Jarry, dessinée par l'Italien Paolo Deplano et colorisée par l'Italien Massimo Malosso. Ses trois volumes ont été publiés entre 2007 et 2009 par Soleil.
Cette série est un préquelle des Brumes d'Asceltis.

## Albums
- Les Excilés d'Asceltis, Soleil :

1. Messager blanc, 2007  (ISBN 978-2-84946-790-9)[1].
2. Le Fils d'Obion, 2008  (ISBN 978-2-302-00303-3).
3. Le Peuple trahi, 2009  (ISBN 978-2-302-00795-6).